# Specjalista od niczego
Specjalista od niczego (tytuł oryginalny: Master of None) – amerykański serial telewizyjny (komediodramat). Twórcami serialu są Aziz Ansari i Alan Yang.

Wszystkie 10 odcinków pierwszej serii zostało udostępnionych 6 listopada 2015 roku na stronie internetowej platformy Netflix.

12 lutego 2016 roku platforma internetowa Netflix zamówiła drugi sezon.

## Fabuła
Serial opowiada historie życia i pracy Devia, który jest aktorem i nie ma pomysłu, co chce robić w życiu.

## Obsada
- Aziz Ansari jako Dev Shah
- Noël Wells jako Rachel
- Eric Wareheim jako Arnold Baumheiser
- Kelvin Yu jako Brian Cheng
- Lena Waithe jako Denise

## Odcinki
| Sezon | Sezon | Odcinki | Oryginalna emisja Netflix | Oryginalna emisja Netflix |
| Sezon | Sezon | Odcinki | Premiera sezonu           | Finał sezonu              |
| ----- | ----- | ------- | ------------------------- | ------------------------- |
|       | 1     | 10      | 6 listopada 2015          | 6 listopada 2015          |
|       | 2     | 12      | 12 maja 2017              | 12 maja 2017              |

### Sezon 1 (2015)
| Nr | #  | Tytuł                | Reżyseria      | Scenariusz                             | Premiera Netflix |
| -- | -- | -------------------- | -------------- | -------------------------------------- | ---------------- |
| 1  | 1  | Plan B               | James Ponsoldt | Aziz Ansari, Alan Yang                 | 6 listopada 2015 |
| 2  | 2  | Parents              | Aziz Ansari    | Aziz Ansari, Alan Yang                 | 6 listopada 2015 |
| 3  | 3  | Hot Ticket           | James Ponsoldt | Harris Wittels, Aziz Ansari, Alan Yang | 6 listopada 2015 |
| 4  | 4  | {{{tytuł}}}          | Eric Wareheim  | Aziz Ansari, Alan Yang                 | 6 listopada 2015 |
| 5  | 5  | The Other Man        | Eric Wareheim  | Joe Mande, Aniz Ansari                 | 6 listopada 2015 |
| 6  | 6  | Nashville            | Aziz Ansari    | Aziz Ansari, Alan Yang                 | 6 listopada 2015 |
| 7  | 7  | Ladies and Gentlemen | Lynn Shelton   | Andrew Blitz, Sarah Peters, Zoe Jarman | 6 listopada 2015 |
| 8  | 8  | Old People           | Lynn Shelton   | Aziz Ansari, Alan Yang                 | 6 listopada 2015 |
| 9  | 9  | Mornings             | Eric Wareheim  | Aziz Ansari, Alan Yang                 | 6 listopada 2015 |
| 10 | 10 | Finale               | Eric Wareheim  | Aziz Ansari, Alan Yang                 | 6 listopada 2015 |

## Produkcja
22 kwietnia 2015 roku, platforma Netflix zamówiła pierwszy sezon serialu